# Celtis cordifolia
Celtis cordifolia är en hampväxtart som beskrevs av Takenoshin Nakai. Celtis cordifolia ingår i släktet Celtis och familjen hampväxter. Inga underarter finns listade i Catalogue of Life.